# 核魚雷
核魚雷（かくぎょらい、英語: Nuclear torpedo）は核弾頭を搭載した魚雷。魚雷に核弾頭を搭載する目的は、炸薬を用いた通常弾頭では実現できない大きな爆発を作り出すことにある。後の分析ではより小型で正確な高速魚雷がより効率的かつ効果的であることが示唆された。理由としては、弾頭を目標の近くで爆発させた方が破壊に必要な威力が少なくて済むためである。冷戦中、ソビエト連邦とアメリカ合衆国の両国の海軍で核魚雷が一部の従来の魚雷を置き換えた。 
ソ連はT15、T5、ASB-30を開発した。アメリカが使用した唯一の核魚雷はMark 45魚雷であった。ソ連は1958年にT5核魚雷を広く配備し、アメリカは1963年にMark 45魚雷を配備した:28 。2015年にはロシアが新核魚雷「ステータス6」を開発しているという噂が浮上した。 

## ソビエト社会主義共和国連邦

### T-15
ソビエト社会主義共和国連邦（以下ソ連）の核兵器の開発は1940年代後半に始まった。海軍は潜水艦の技術と戦術が他国よりも優れていると考え、同軍が核攻撃を行うソ連軍の最も適切な部門であると主張した。理論的には、核兵器の発射直前に浮上できる長距離潜水艦は撃墜され得る長距離爆撃機による兵器の展開と比較して大きな戦術的利点を提供する。 
1950年代初頭、ソ連の中型機械製作省は核弾頭を潜水艦戦に組み込む計画を秘密裏に開始した。コンセプトの一つであり1951年に極秘で始まったT-15プロジェクトは、ソ連のディーゼル潜水艦で既に使用されている従来の1550mm口径魚雷と互換性のある核弾頭の提供を目的としていた。研究と試験ははるかに小型で軽量の533mm魚雷「T-5」プロジェクトと同時に行われた。スターリンと軍隊は両方の口径の魚雷に利点を見出しており、T-5は優れた戦術オプションであったが、爆発威力はT-15の方が大きかった。クレムリンでの会議は極秘であるため、海軍には通知されなかった。T-15魚雷と適切に再設計されたプロジェクト627という潜水艦の計画は、1952年9月12日に承認されたが、1953年まで正式に承認されず、中央政府の活動を知らなかった海軍を驚かせた:239–240。T-15プロジェクトは、水素爆弾弾頭で約25.7km移動可能な魚雷を開発した。1550mmのT-15の設計は、直径1.5m、重量は40トンであった。 武器のサイズが大きいため改造潜水艦は速度30ノットの魚雷一発に制限された。魚雷の速度は弾頭を発射するための電気推進モーターの使用によって遅らされていた。  

#### 中止
T-15は、水中で爆発させ大津波を引き起こし海軍基地と沿岸の町を破壊することを目的としていた。T-15を搭載した潜水艦前部に、潜水艦の全長の22％を占める巨大な魚雷が搭載されていた。潜水艦は一度に1発のT-15しか搭載できなかったが、自衛用に533mmの魚雷発射管2本も装備されていた。1953年、T-15プロジェクトはその結論を共産党中央評議会に提示し、評議会でプロジェクトは海軍によって管理されると判断された。1954年、海軍専門家の委員会はT-15核魚雷の継続に反対した。彼らの批判は潜水艦隊の既存武器と一緒に考えられたときの必要性の欠如および潜水艦が海岸線に十分近い発射ポイントに近づいて40km以内の目標を攻撃できるのかという懐疑論に集中した
プロジェクト627は、T-5プロジェクトで533mm口径魚雷を配備できる新しい船舶用の原子炉を提供するように変更された。しかし、1954年のT-15プログラムの終了は、大型魚雷が配備手段と見なされる最後の機会ではなかった。1961年、アンドレイ・サハロフは、航空機には大きすぎる新しい52Mt爆弾のテストに成功した後、このアイデアを再検討した。 彼が海軍にこの考えを紹介したとき、彼らはそのアイデアを歓迎せず、罪のない多くの人々を殺す広域効果によって却下された。技術の進歩により武器選択プロセスは、より迅速な実行に適したより戦術的なアプローチを支持するようになった。長年にわたる在庫の減少と削減後、近年のロシア連邦は核兵器の量及び出力面で在庫を増加させている傾向がある

### T-5
ソ連が独自の核爆弾の設計に成功した1950年代初期から効果的な輸送手段が求められていた。T-5魚雷は5キロトンの爆発力を有するRDS-9核弾頭を搭載していた。1954年10月10日にカザフスタンのセミパラチンスクで行われた最初のT-5テストは失敗した。さらなる開発の末、1955年9月21日にノヴァヤゼムリャでのテストが成功した。1957年10月10日、ノヴァヤゼムリャでの別のテストでウィスキー型潜水艦S-144がT-5を打ち上げた。「Korall」と名付けられた試作兵器は湾の水面下20メートルで4.8キロトンの威力で爆発し、高放射能の巨大な水柱が上空に打ち上がった。10.4kmの距離にある退役した潜水艦三隻がターゲットとして使用された。S-20とS-34は完全に沈没し、S-19は重大な損傷を受けた。 
1958年、T-5は53-58型魚雷として完全に運用されるようになった:28。ほとんどのソ連潜水艦に配備可能なこの兵器は核または高爆発物のどちらの弾頭にも交換可能であった。これにより、配備に関する迅速な戦術的決定が可能になった。アメリカのMark 45魚雷のようにT-5は直撃させるのではなく水中の爆破範囲を最大化するように設計されており、爆発により潜水艦の船体を破壊するのに十分な衝撃波を発生させる。ただし、Mark 45のようにT-5は深海潜航用に最適化されておらず、誘導機能が制限されていた。またT-5の熱的動作範囲は+5°Cから+ 25°Cであったため、北大西洋と北極圏海域での有効性が低下した。 
1962年10月、 キューバのミサイル危機が始まる少し前にソ連の潜水艦B-59がアメリカ海軍によって大西洋で追跡された。ソ連の潜水艦が浮上しなかったとき、アメリカ海軍の駆逐艦は訓練用爆雷の投下を開始した。第三次世界大戦が始まったかもしれないと考えたB-59の艦長は搭載されたT-5核魚雷の発射を望んだが、偶然にもB-59を指揮艦として使用していた彼の小艦隊司令官で副艦長のヴァシーリィ・アルヒーポプは、命令の承認を拒否した。議論の末、海上へと浮上しモスクワからの命令を待つことで合意した。ソビエト連邦の崩壊後、この潜水艦がT-5で武装していたことが明らかになった。1965年の冷戦映画『駆逐艦ベッドフォード作戦』では架空のソビエトの核魚雷が配備された。

### ASB-30
ASB-30は1962年にソビエト海軍によって配備された核弾頭であり、潜水艦が海にいる間に53cm魚雷の高爆薬弾頭と置き換えることができた:28。 

### VA-111シュクヴァル
スーパーキャビテーション魚雷「VA-111シクヴァル」は核弾頭を搭載可能である。 

## ロシア連邦

### ステータス6
2015年には、ロシアが最大100MTの新型熱核魚雷「ステータス6海洋多目的システム」を開発中の可能性があるという情報が明らかになり、ペンタゴンの高官はこの兵器に「Kanyon」とコードネームをつけた。この兵器は、最大500mの高さの津波を発生させるように設計されている。またコバルト60で敵の海岸の広範囲を放射能で汚染し、ICBMまたはSLBMを無力化し得る弾道弾迎撃ミサイル、レーザー兵器、レールガンなどのミサイル防衛システムの影響を受けない。搭載する可能性がある2つの潜水艦、プロジェクト09852オスカー型原子力潜水艦「ベルゴロド」とプロジェクト09851ヤーセン型原子力潜水艦「ハバロフスク」は、それぞれ2012年と2014年に建造された新しい艦船である。ステータス6は最後の手段としての抑止武器とみられる 。100ノット（185km/h）の速度で移動可能な魚雷型のミニロボット潜水艦のように見える。より最近の情報では、射程10,000km、最高速度56ノット（100km/h）、最大深度1000mであると示唆している。この水中ドローンは、音響追跡デバイスを回避するステルス技術によって覆い隠されている。しかし、多くのコメンテーターはこれが現実のプロジェクトであるか疑っており、アメリカを脅かすための仕組まれたリークである蓋然性が高いと考えている。本件に関してのコメントでエドワード・ムーア・ガイストは「ロシアの意思決定者はこれらの地域が意図された場所にあるという自信がほとんどない」 という論文を書き、ロシア軍の専門家は「示されたロボット魚雷は深海用機器の輸送や監視装置の設置など他の目的を有している可能性がある」と述べている。 
2018年1月、ペンタゴンはステータス6の存在を確認した。

## アメリカ合衆国

### 根拠
核魚雷に対するアメリカの関心は、マンハッタン計画の兵器局長であったウィリアム・S・パーソンズ海軍大佐が空中発射式ウラン型核弾頭魚雷を提案した1943年までさかのぼる。この構想は進展することはなかったが、1950年代後半になってソ連の深海潜航の高速原子力潜水艦が登場し、より強力な兵器が必要になった。1960年、アメリカはソナーシステムによって探知された目標ポイント上にデルタ翼のB-58（最初に運用された超音速爆撃機）から投下可能な核弾頭プログラムを発表した。 

### Mark 45
ASTORとしても知られるMark 45魚雷は、アメリカ海軍の核兵器である。 
Mark 45は、重量192.777kg、全長254cmとより小型のMark 44魚雷を置き換えた。Mark 44の射程は約5.4kmで、速度は30ノットに達する可能性があった。最初の設計は1959年または1960年にワシントン州シアトルのワシントン大学応用研究所とメリーランド州ボルチモアのウェスティングハウス・エレクトリックによって行われ、1963年に運用が開始された。 
Mark 45は、ワイヤ誘導機能を備えた潜水艦発射式の対潜水艦魚雷である。弾頭は低出力の戦術核弾頭W34であり、弾頭の広範囲にわたる爆発半径は正確な着弾よりも近接爆発によって敵の船体を破壊する。核兵器の完全な制御が維持されることを保証するために、ワイヤ制御で起爆される。弾頭はワイヤに沿って送信された一回の信号によってのみ起爆する仕組みになっており、魚雷には接触も誘導点火器もなかった。魚雷にはホーミング機能が搭載されていなかったため、ジャイロと深度ギアに基づくターゲット誘導信号もワイヤ接続を介して送信可能だった:71。直径は482mmで、発射時には標準の533mm発射管から静かに発射される。全長は5766mmで、重量は1.04～1.09トンである。Mark 45には3つのモジュールが存在しており、最初のモジュールであるモジュール0は他のモジュールよりも重かったが、これは恐らくモジュールがほとんどの期間にわたって浸水していたためである。2番目と3番目のモジュールでは範囲が拡大した。核弾頭は深海潜航の高速潜水艦を破壊し得る大きな爆発を提供した。海水電池と160ehpの電気モーターを動力としたmark 45の速度は40ノットに達し、最大射程は13.65 kmに及んだ。1963年から1976年にかけて約600発のMark 45魚雷が製造された。

### 置換
Mark 45の核弾頭のサイズと重量は魚雷の到達速度に大きく干渉した。1972年から1976年にかけて、Mark 45は現在のアメリカ海軍の潜水艦魚雷であるMark 48魚雷に置き換えられた:161。Mark 48は、高性能の誘導システムを備えた非常に高速な深海潜水音響誘導式魚雷である。Mark 48は直径533mm、全長は5.8mを超え、弾頭に約295kgの高性能爆薬を搭載している。Mark 48は速度55ノット、射程は32kmと推定されている。潜水艦と魚雷から同時に誘導ワイヤが回転し、潜水艦のより大きく精緻なパッシブ・ソナーを使用して、潜水艦が「魚」を制御できるようにしている。魚雷のジャイロはターゲットへの初期方位に設定される。ターゲットの位置と動きが魚雷のジャイロコース修正のための変更が必要であることを示唆する場合にのみ、ワイヤが活用される。そのような場合、発射管制技術者はワイヤーを介して変更を加える。その後ワイヤが切断され、魚雷のアクティブ・ホーミングソナーがターゲットを探す。Mark 48以降の進歩には、潜水艦と魚雷間の双方向データ伝送を提供し、魚雷が潜水艦に音響データ送信を可能にするTELECOMを使用するホーミングシステムが進歩した「Mark 48 Mod 3」が含まれる。5000発を超えるMark 48魚雷が生産されている:161:203–204。 
廃止されたMark 45魚雷は、核弾頭を通常弾頭に置き換えて改造された。これらの「自由」魚雷は、国外販売用に提供されたがあまり成功しなかった:72 
| 武器          | 種類         | 範囲（ヤード） | 速度（ノット） | 弾頭         |
| ------------- | ------------ | -------------- | -------------- | ------------ |
| Mk 37         | 魚雷         | 8,000〜18,000  | 様々           | 330 lb HBX-3 |
| Mk 45         | 魚雷         | 30,000〜40,000 | 様々           | 核搭載可能   |
| Mk 48         | 魚雷         | 30,000〜40,000 | 様々           | 800 lb HBX-3 |
| Mk 48 ADCAP   | 魚雷         | 30,000〜40,000 | 様々           | 800 lb HBX-3 |
| SubRoc UUM-44 | ロケット     | 30 nm          | 不明           | 核搭載可能   |
| UGM 84a / c   | 対艦ミサイル | 75 nm          | 600            | 488 lb WDU18 |

## キューバ危機
当時、アメリカはソ連が核を搭載した魚雷を保有していることを知らなかった。他の種類の核兵器はよく知られているが、1962年10月のキューバ危機後何年も経過してからアメリカが核魚雷攻撃に対して脆弱であったことが明らかになった。   
危機の前、アメリカは大半のソ連の潜水艦を追跡し記録していた。危機の間アメリカはカリブ海でのソ連の存在を根絶するために封鎖を課した。ソ連の潜水艦B-59で危険な事件が発生した可能性があるが、いくつかの疑問が提起されている。通信諜報員だったヴァディム・オルロフは、10月27日に米軍の駆逐艦がB-59へ訓練用爆雷を投下したと述べた。熱気と高レベルの二酸化炭素に乗員は苦しみ、その上モスクワとの通信が取れない中で、バレンティン・サビツスキー艦長はT5核魚雷を発射のために組み立てるよう命じた。小艦隊司令官で副艦長のヴァシリーイ・アルヒーポフはサビツスキーを落ち着かせ、彼らは潜水艦を浮上させる決定をした。他の潜水艦司令官はサビツスキーがそのような命令を下した可能性は低いと判断しているため、この話は議論の余地がある。

## 北朝鮮

### 핵무인수중공격정＜해일＞
2023年3月24日に、朝鮮中央通信により発表され明らかになった北朝鮮の核魚雷。正式名称は「핵무인수중공격정 해일」(核無人水中攻撃艇 ヘイル)。日本語では津波を表す。爆発実験を21〜23日に実施し、成功したと発表。核魚雷の開発は2012年から進められてきたとしているが、北朝鮮が核魚雷の開発・実験を公開したのは初めての事である。

#### 報道内容
朝鮮中央通信によると、「水中攻撃艇」は21日に東部利原（リウォン）沖を出発し、水深80～150メートルの海域を59時間超にわたり潜航。23日午後、東部洪原（ホンウォン）湾で試験用弾頭を水中爆発させ「打撃能力を完璧に証明した」としている。

#### 経過
- 2012年？？　核無人水中攻撃艇の構想を開始
- 2018年03月　※ロシアがポセイドン計画を公開
- 2021年01月　朝鮮労働党第8次大会でヘイルと命名
- 2021年10月　展示会「自衛2021」で党中央委員会政治局にヘイルを公開
- 2022年12月　党中央委員会第8期第6回総会でヘイルの作戦配備を決定
- 2023年03月　核無人水中攻撃艇ヘイルの存在を一般向けに初公開
- 2023年07月　27日に行われた軍事パレードにて核無人水中攻撃艇が登場

#### 威力
真相は定かではないが、爆発すれば50m級の津波が発生し、またコバルト60により周辺地域を汚染するとしている。
港湾、軍港を破壊する事を目的として作られたとされる。

#### ポセイドンとの共通点
- 通常サイズの魚雷発射管に入らない大きさ
- 沿岸基地から直接発進
- 核弾頭

#### ポセイドンとの相違点
- 大きさ（ポセイドンの方が直径が大きく、しかもかなり長い）
- 特殊潜水艦ベルゴロド（ポセイドンを発射可能な巨大発射管を持つ）
- 原子力推進（ポセイドンは原子力推進だがヘイルはおそらく電池推進）